# Natal'ja Pomoščnikova-Voronova
Natal'ja Vladislavovna Pomoščnikova-Voronova (in russo Наталья Владиславовна Помощникова-Воронова?; Mosca, 9 luglio 1965) è un'ex velocista russa, fino al 1991 sovietica.
In carriera è stata campionessa mondiale della staffetta 4×100 metri a Stoccarda 1993.

## Record nazionali

### Seniores
- Staffetta 4×100 metri: 41"49 ( Stoccarda, 22 agosto 1993) (Ol'ga Bogoslovskaja, Galina Mal'čugina, Natal'ja Pomoščnikova-Voronova, Irina Privalova)

## Palmarès
| Anno                                      | Manifestazione  | Sede       | Evento      | Risultato        | Prestazione | Note             |
| ----------------------------------------- | --------------- | ---------- | ----------- | ---------------- | ----------- | ---------------- |
| In rappresentanza dell' Unione Sovietica  |                 |            |             |                  |             |                  |
| 1987                                      | Mondiali        | Roma       | 100 m piani | Semifinale       | 11"15       |                  |
| 1987                                      | Mondiali        | Roma       | 4×100 m     | Bronzo           | 42"33       |                  |
| 1988                                      | Giochi olimpici | Seul       | 100 m piani | 6ª               | 11"00       |                  |
| 1988                                      | Giochi olimpici | Seul       | 4×100 m     | Bronzo           | 42"75       |                  |
| In rappresentanza della Squadra Unificata |                 |            |             |                  |             |                  |
| 1992                                      | Europei indoor  | Genova     | 200 m piani | 4ª               | 23"38       |                  |
| In rappresentanza della Russia            |                 |            |             |                  |             |                  |
| 1993                                      | Mondiali indoor | Toronto    | 200 m piani | Bronzo           | 22"90       |                  |
| 1993                                      | Mondiali        | Stoccarda  | 100 m piani | 6ª               | 11"20       |                  |
| 1993                                      | Mondiali        | Stoccarda  | 200 m piani | 6ª               | 22"50       |                  |
| 1993                                      | Mondiali        | Stoccarda  | 4×100 m     | Oro              | 41"49       | Record nazionale |
| 1995                                      | Mondiali indoor | Barcellona | 200 m piani | Bronzo           | 23"01       |                  |
| 1995                                      | Mondiali        | Göteborg   | 100 m piani | Quarti di finale | 11"35       |                  |
| 1995                                      | Mondiali        | Göteborg   | 4×100 m     | Finale           | dnf         |                  |
| 1996                                      | Giochi olimpici | Atlanta    | 100 m piani | 6ª               | 11"10       |                  |
| 1996                                      | Giochi olimpici | Atlanta    | 4×100 m     | 4ª               | 42"27       |                  |
| 1997                                      | Mondiali        | Atene      | 100 m piani | Semifinale       | 11"35       |                  |
| 1997                                      | Mondiali        | Atene      | 200 m piani | Batteria         | dnf         |                  |
| 1998                                      | Europei indoor  | Valencia   | 200 m piani | 6ª               | 24"29       |                  |
| 1998                                      | Europei         | Budapest   | 200 m piani | 4ª               | 22"80       |                  |
| 1998                                      | Europei         | Budapest   | 4×100 m     | Bronzo           | 42"73       |                  |
| 2000                                      | Giochi olimpici | Sydney     | 100 m piani | Batteria         | 11"47       |                  |
| 2000                                      | Giochi olimpici | Sydney     | 4×100 m     | 5ª               | 43"02       |                  |

## Altre competizioni internazionali
1985
- Coppa Europa di atletica leggera ( Mosca)

1989
- 7ª in Coppa del mondo ( Barcellona), 100 m piani - 11"49
- Argento in Coppa del mondo ( Barcellona), 4×100 m - 42"76

1992
- Oro in Coppa del mondo ( L'Avana), 100 m piani - 11"33
- Argento in Coppa del mondo ( L'Avana), 200 m piani - 23"24

1993
- Coppa Europa di atletica leggera ( Roma)
- 4ª alla Grand Prix Final ( Londra), 100 m piani - 11"33

1995
- Coppa Europa di atletica leggera ( Villeneuve d'Ascq)

1997
- Coppa Europa di atletica leggera ( Monaco di Baviera)

1998
- Coppa Europa di atletica leggera ( San Pietroburgo)

2000
- Coppa Europa di atletica leggera ( Gateshead)